# Museo Etnoarqueológico del Beni
El Museo Etnoarqueológico del Beni Kenneth Lee, ubicado en la ciudad de Trinidad, en el departamento del Beni, Bolivia, preserva y expone la riqueza cultural de la civilización mojeña. Su colección incluye cerámicas, textiles antiguos, instrumentos utilitarios y réplicas de las estructuras hidráulicas que caracterizaron a esta civilización. Desde 2004, lleva el nombre de Kenneth Lee, ingeniero y geólogo estadounidense, en reconocimiento a su aporte al estudio y difusión de las culturas hidráulicas de los mojeños.

## Historia
El origen del museo se remonta a la década de 1970, cuando se comenzó a gestar la idea de un espacio arqueológico en Trinidad, cuando se comenzaron a recolectar piezas arqueológicas encontradas en las lomas artificiales (o Lomas Santas) construidas por los antiguos mojeños.
El museo comenzó a construirse en el 2001 y fue inaugurado el 18 de noviembre del 2002. En 2004, el museo recibió su denominación actual en honor a Kenneth Lee, quien dedicó su vida al estudio y divulgación de la civilización mojeña, conocida también como el Gran Paitití o Imperio de Enín. El museo está erigido sobre una loma artificial, emulando las viviendas circulares tradicionales de los mojeños, con materiales autóctonos como jatata para el techo y madera cuchi para los pilares.

## Colección
El Museo Kenneth Lee alberga una colección que ilustra la riqueza cultural y los avances tecnológicos de la civilización mojeña, contemporánea de Tiwanaku y activa entre el 800 a. C. y el 1200 d. C. Entre las piezas destacadas se encuentran:
- Cerámicas antiguas: Vasijas, urnas funerarias y máscaras religiosas de casi 3.000 años de antigüedad.
- Textiles y herramientas utilitarias: Que reflejan el dominio del tejido y la vida cotidiana de los mojeños.
- Réplicas de lomas y camellones: Que muestran los sofisticados sistemas hidráulicos empleados para la gestión de inundaciones y agricultura en un entorno amazónico hostil.
- Estructuras externas: Incluyen camellones, canales y lagunas artificiales visibles en los alrededores del museo.

El museo también cuenta con información sobre los grandes avances agrícolas de la cultura mojeña, como el cambio del pH del suelo para el cultivo de maíz y el filtrado de agua con plantas específicas.
Su infraestructura tiene salas multifuncionales que permiten al visitante apreciar tanto las piezas arqueológicas como el paisaje amazónico. Este museo es un testimonio vivo de la herencia y el ingenio de la civilización mojeña.